# Ед-Даейн
Ед-Даейн або Ед-Дуейн  (араб. الضعين) — місто на південному заході Судану, розташований на території штату Південний Дарфур.

## Географія
Місто знаходиться в північно-східній частині штату, на висоті 449 метрів над рівнем моря.
Ед-Даейн розташований на відстані приблизно 145 кілометрів на південний схід від Ньяли, адміністративного центру провінції і на відстані 815 кілометрів на північний захід від Хартума, столиці країни.

### Клімат
Місто знаходиться у зоні, котра характеризується кліматом помірних степів та напівпустель. Найтепліший місяць — травень із середньою температурою 32.2 °C (90 °F). Найхолодніший місяць — січень, із середньою температурою 23.7 °С (74.7 °F).
| Клімат Ед-Даейна        | Клімат Ед-Даейна | Клімат Ед-Даейна | Клімат Ед-Даейна | Клімат Ед-Даейна | Клімат Ед-Даейна | Клімат Ед-Даейна | Клімат Ед-Даейна | Клімат Ед-Даейна | Клімат Ед-Даейна | Клімат Ед-Даейна | Клімат Ед-Даейна | Клімат Ед-Даейна | Клімат Ед-Даейна |
| Показник                | Січ.             | Лют.             | Бер.             | Квіт.            | Трав.            | Черв.            | Лип.             | Серп.            | Вер.             | Жовт.            | Лист.            | Груд.            | Рік              |
| Середня температура, °C | 23,7             | 25,7             | 29,4             | 31               | 32,2             | 30,4             | 27,8             | 27,5             | 28               | 28,9             | 26,4             | 23,8             | 27,9             |
| Норма опадів, мм        | 0                | 0                | 0                | 2                | 17               | 64.4             | 117.2            | 136              | 82.4             | 25.1             | 0                | 0                | 444.1            |
| Днів з опадами          | 0                | 0                | 0,3              | 0,7              | 2,6              | 6,1              | 10,5             | 17,7             | 8,1              | 2,7              | 0                | 0                | 48,7             |
| Вологість повітря, %    | 23.4             | 20.5             | 20.4             | 22.5             | 35.1             | 47.2             | 66.3             | 68.9             | 65.4             | 43.7             | 27.8             | 27.4             | 39.1             |
| ----------------------- | ---------------- | ---------------- | ---------------- | ---------------- | ---------------- | ---------------- | ---------------- | ---------------- | ---------------- | ---------------- | ---------------- | ---------------- | ---------------- |
| Джерело: Weatherbase    |                  |                  |                  |                  |                  |                  |                  |                  |                  |                  |                  |                  |                  |

## Демографія
За даними останнього офіційним переписом 1993 року, населення складало 73 335 осіб.
Динаміка чисельності населення міста по роках:
| 1973  | 1983  | 1993  | 2012   |
| ----- | ----- | ----- | ------ |
| 18457 | 21666 | 73335 | 188577 |

## Економіка
Основу економіки міста складає сільськогосподарське виробництво. В околицях Ед-Даейна культивують просо, кукурудзу, арахіс, кунжут та ін. У місті розташований один з найбільших в Судані ринків з продажу худоби.

## Транспорт
Через місто проходить залізнична лінія, що з'єднує міста Ньяла і Ель-Обейд. Найближчий цивільний аеропорт розташований в місті Ньяла.